# Рыцарские академии

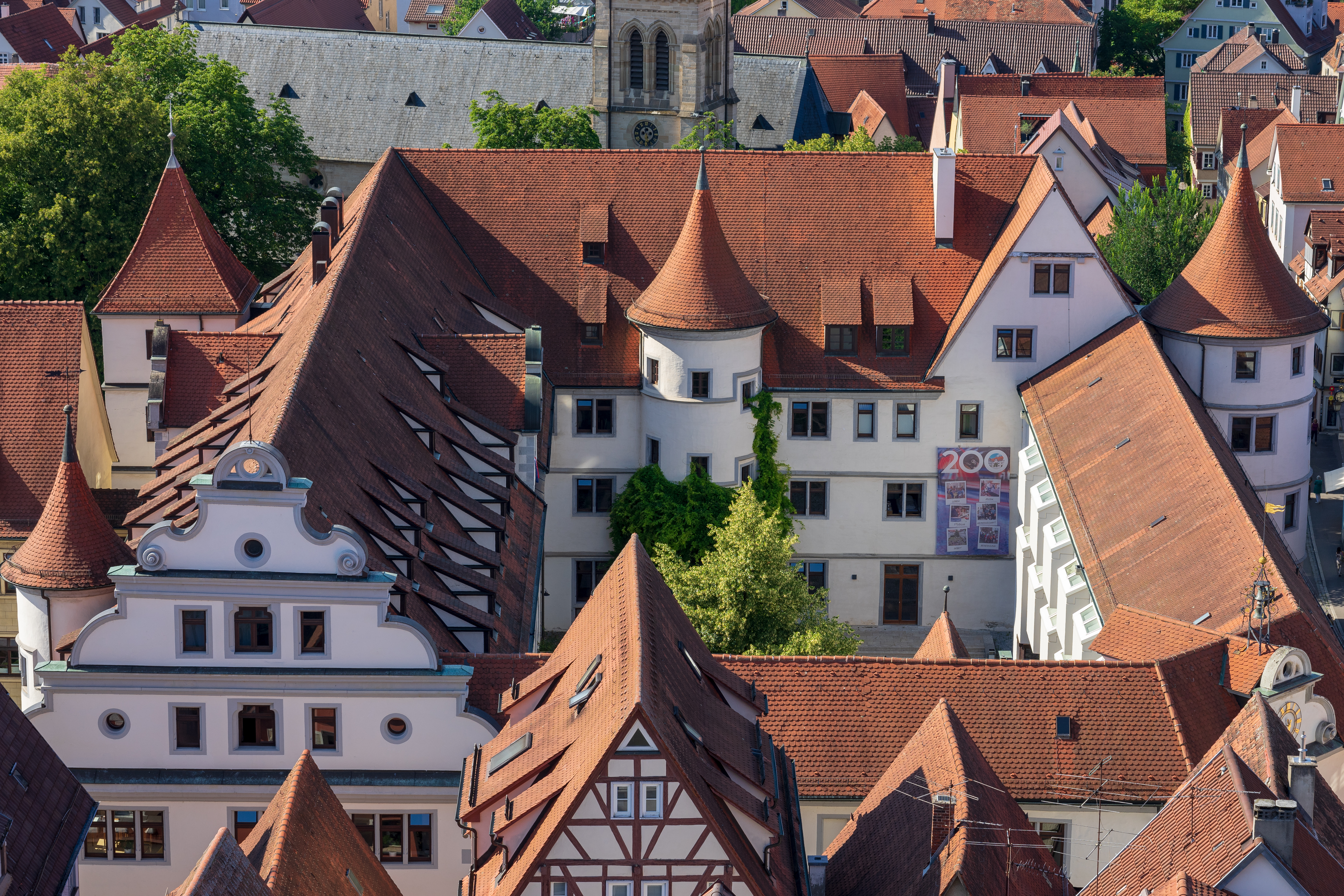
Здание Тюбингенской рыцарской академии, основанной в 1596 году.

Рыцарские академии (нем. Ritterakademien или нем. Ritter-Schulen) — сословные учебные заведения в европейских государствах (прежде всего в Германских землях) в XVI—XVIII веках для подготовки сыновей дворян к военной, гражданской и придворной службе.

## История
В средние века, особые «рыцарские академии», впервые возникшие в Неаполе и перешедшие оттуда во Францию и Англию, существовали для воспитание благородного юношества в звании пажа или щитоносца какому-нибудь знаменитому рыцарю, где обучали их верховой езде и всем видам фехтования. А в начале XVII столетия они возникли и в Германских государствах и Дании, в которых, кроме верховой езды и гимнастики, преподавались начала математики, черчение, фортификация и артиллерия. Например Христиан-Эрнст, маркграф бранденбург-байрейтский (1644 — 1712 годах), двоюродный брат «великого курфюрста», основал «рыцарскую академию», которая впоследствии была преобразована в университет (Байройтский университет).
Учебные планы рыцарских академий включали изучение латинского, французского, итальянского, испанского языков, математики, физики, истории, генеалогии и права. Большое внимание уделялось обучению фехтованию, верховой езде, придворному этикету и танцам.
Наиболее известными были рыцарские академии в Кольберге (1653 год), Люнебурге (1655 год), Вольфенбюттеле (1687 год), Бранденбурге-на-Хафеле (1704 год). Рыцарская школа в Варшаве считалась одним из лучших учебных заведений Речи Посполитой XVIII века.
В XIX веке германские рыцарские академии были преобразованы в гимназии и кадетские корпуса. Рыцарские академии послужили образцом для создания в России шляхетских корпусов.
В 1940-х годах некоторые из прежних рыцарских академий, превратившись в закрытые учебные заведения (гимназии с пансионом) продолжали функционировать.

Тюбингенская рыцарская академия (иллюстрации из книги 1606 года)
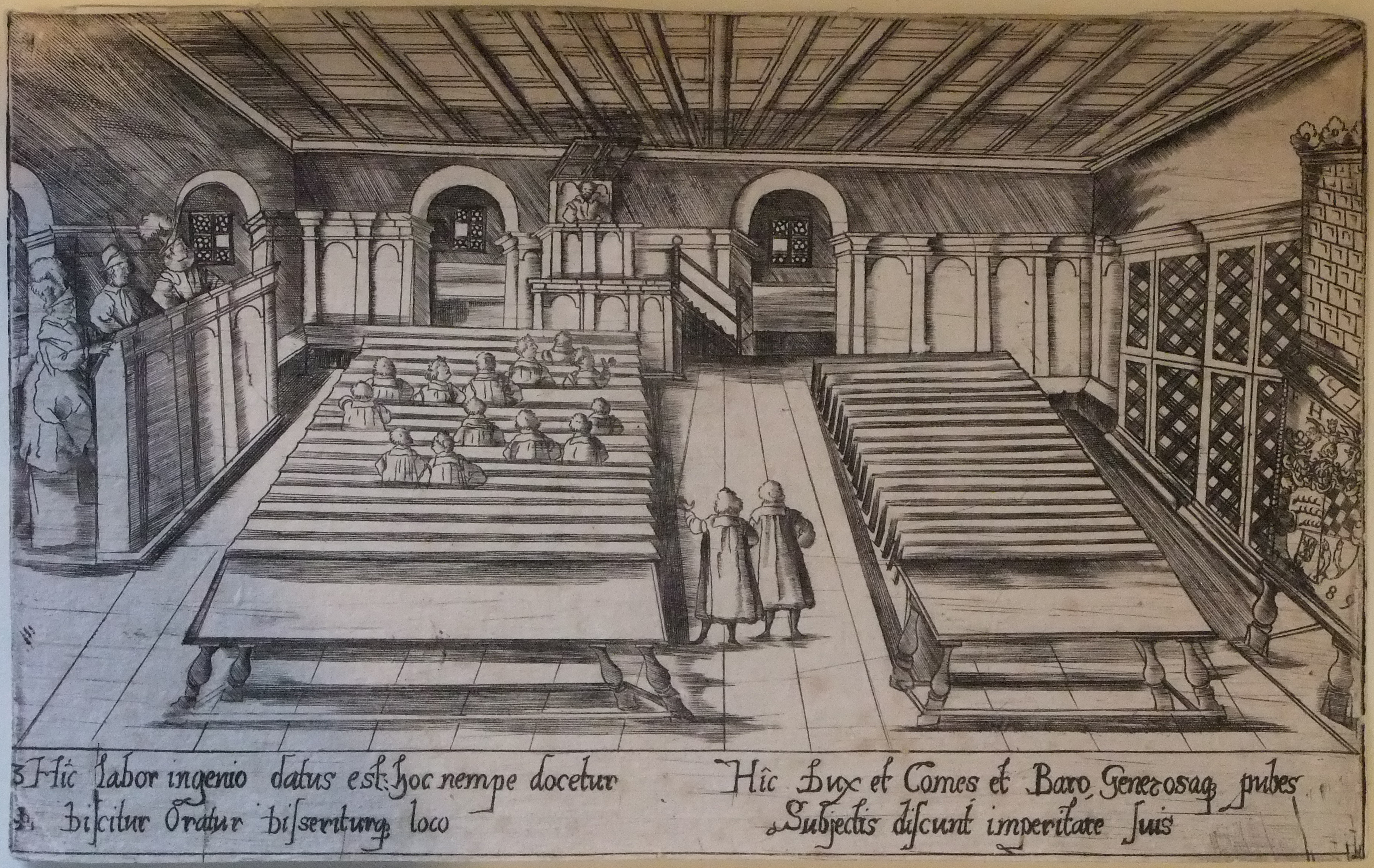
Лекционный зал.
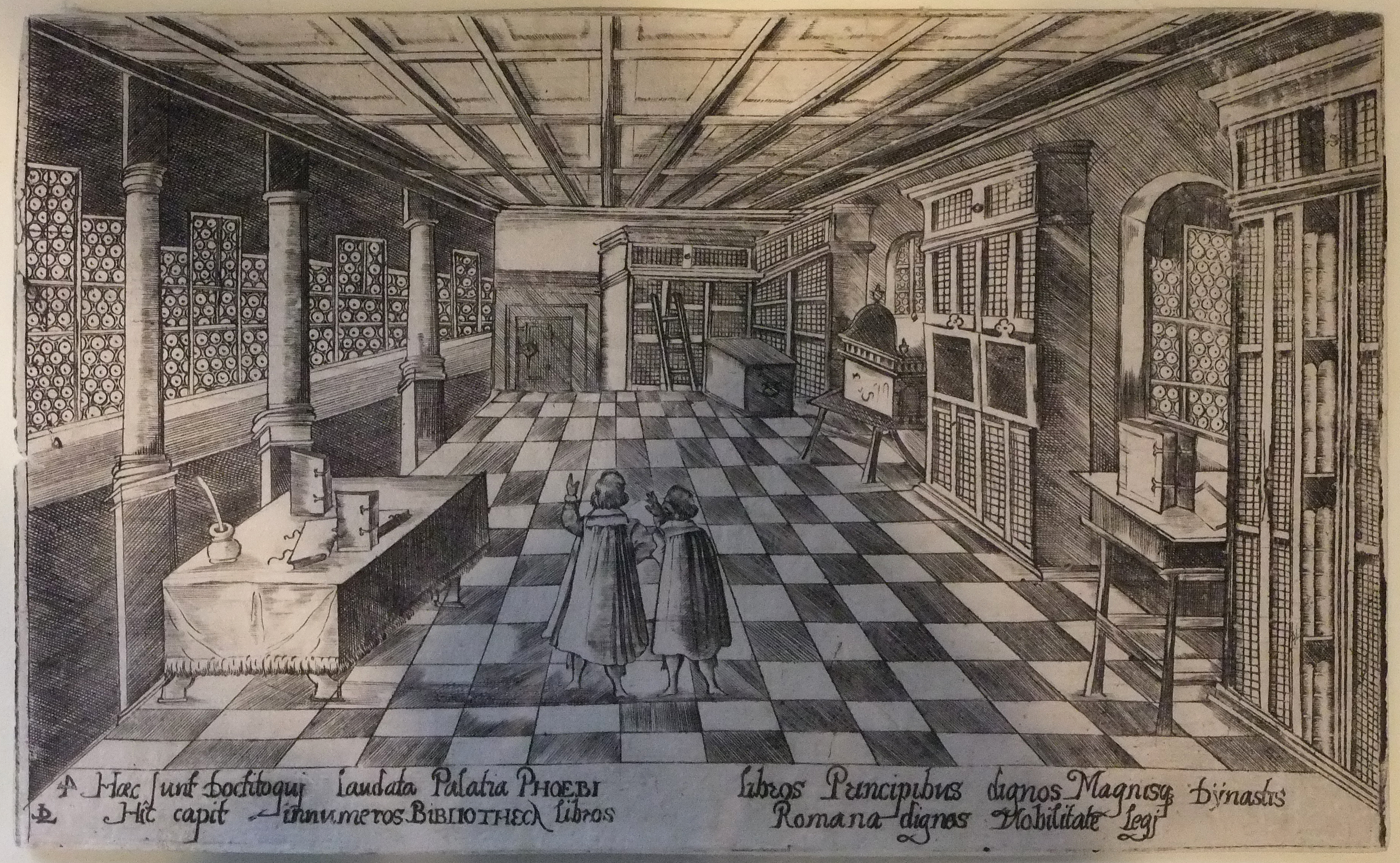
Библиотека.
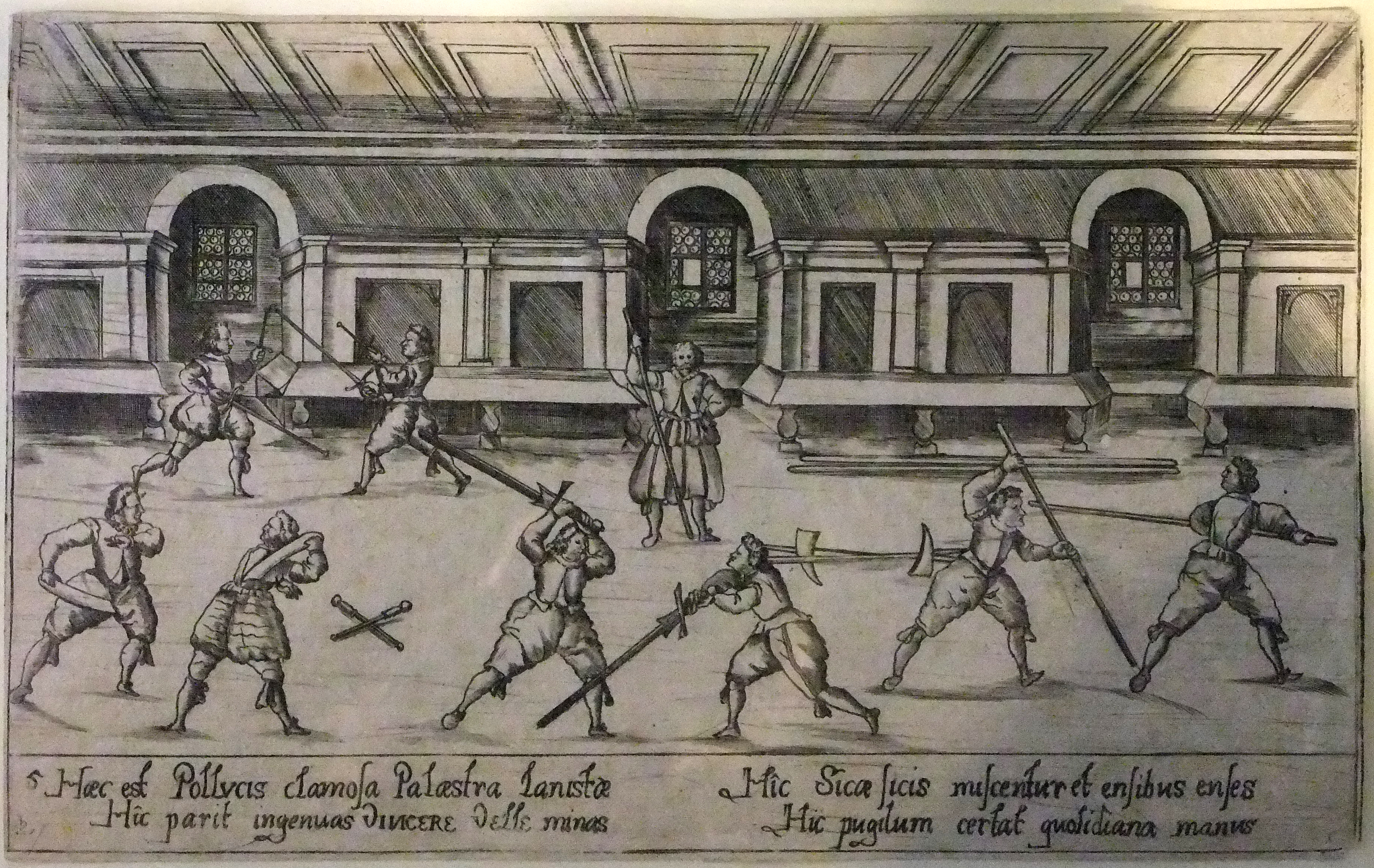
Занятия по фехтованию.
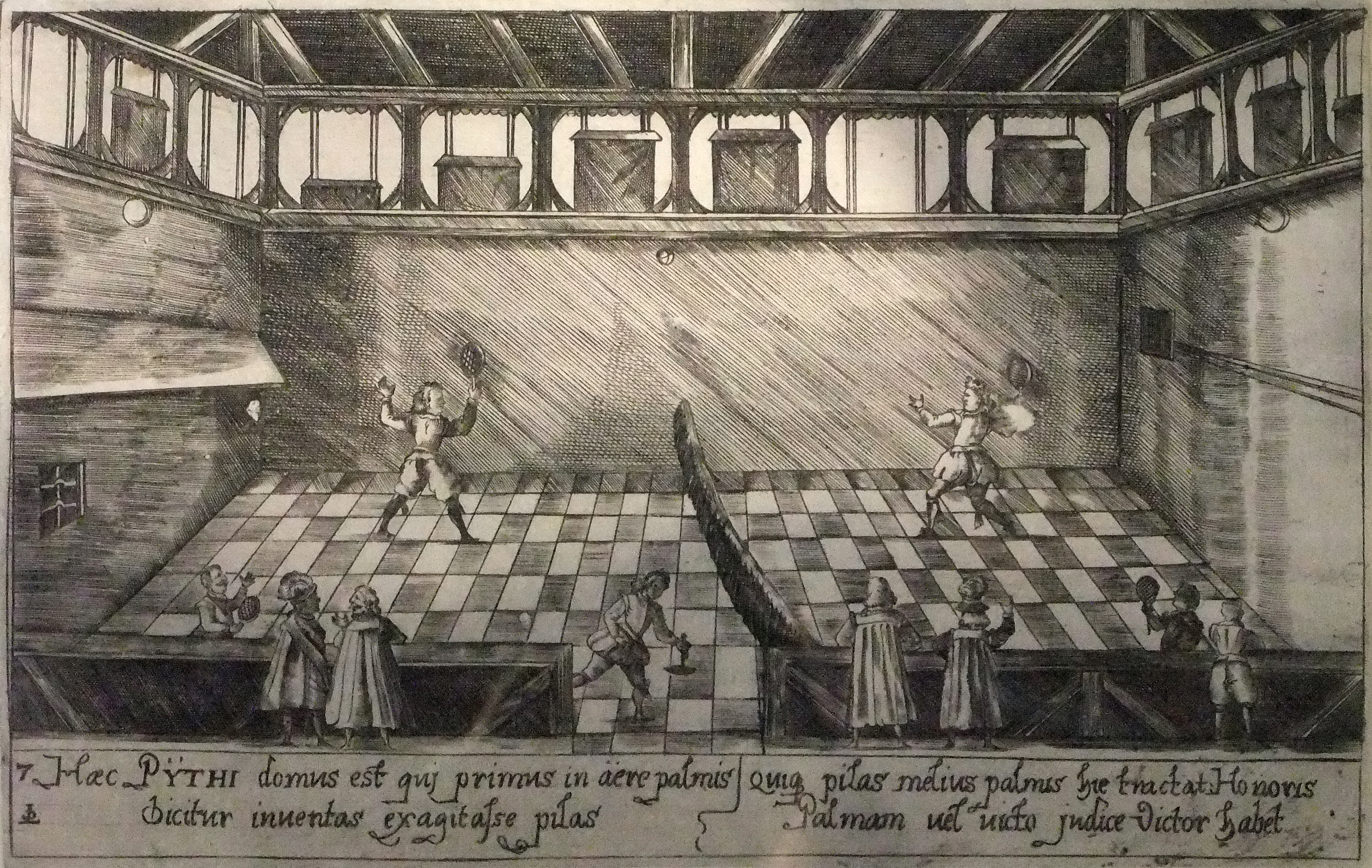
Зала для игры в мяч.